# 大马营镇
大马营镇，是中华人民共和国甘肃省张掖市山丹县下辖的一个乡镇级行政单位。
2014年，甘肃省民政厅批复同意撤销大马营乡，设立大马营镇。

## 行政区划
大马营镇下辖以下地区：
马营村、磨湾村、新墩村、夹河村、圈沟村、窑坡村、双泉村、前山村、新泉村、楼庄村、城南村、花寨村、高湖村、上山湾村、上河村、中河村和下河村。